# Sant Domí
Sant Domí es una entidad de población española del municipio de San Guim de Freixanet, perteneciente a la provincia de Lérida, en la comunidad autónoma de Cataluña. En 2022, la entidad singular de población tenía empadronados 32 habitantes y el núcleo de población, veintinueve.